# Ramón Marañón
Ramón de Pablo Marañón (San Román de la Llanilla, Cantabria, España, 21 de abril de 1938-13 de mayo de 2025) fue un futbolista español que se desempeñaba como centrocampista.

## Clubes
| Club                    | País   | Año       |
| ----------------------- | ------ | --------- |
| Club Atlético de Madrid | España | 1956-1958 |
| R. C. Celta de Vigo     | España | 1958-1959 |
| Real Murcia C. F.       | España | 1960-1961 |
| F. C. Barcelona         | España | 1961-1962 |
| Córdoba C. F.           | España | 1962-1963 |
| F. C. Barcelona         | España | 1963-1964 |
| C. E. Sabadell F. C.    | España | 1964-1965 |
| Levante U. D.           | España | 1965-1966 |
| C. E. Sabadell F. C.    | España | 1966-1972 |
| R. C. D. Mallorca       | España | 1972-1973 |